# Paicî
Le paicî ou paici est une langue kanak, parlée par 6 866 locuteurs à Poindimié, Ponérihouen, Koné et Poya, dans la Province Nord de la Nouvelle-Calédonie, dans l'aire coutumière Paici-Camuki.
Le paicî est enseigné au collège et lycée de Poindimié et à l'université de la Nouvelle-Calédonie.

## Phonologie
Le paicî possède une gamme de consonnes relativement restreinte si on la compare à celle des autres langues de Nouvelle-Calédonie, mais il possède un nombre inhabituellement élevé de voyelles nasales.

### Consonnes
Les occlusives palatales peuvent être considérées comme affriquées car elles se produisent avec un dégagement fortement fricatif. La consonne latérale et la consonne battue alvéolaire voisée n’apparaissent pas en début de mot, sauf dans quelques mots d'emprunt et le préfixe /ɾɜ-/ 'ils'.
Comme les occlusives nasales sont toujours suivies de voyelles nasales (ex. [mɐ̃]) et que les occlusives prénasalisées sont toujours suivis de voyelles orales (ex. [ᵐba]), on pourrait dire que les occlusives nasales et les occlusives prénasalisées sont allophoniques, étant en distribution complémentaire. Selon cette analyse, l'inventaire des consonnes paicî pourrait alors être réduit à 13.
|           |                 | Bilabiale | Bilabiale | Post- alvéolaire | Palatale | Vélaire |
| simple    | labiale         |           |           | Post- alvéolaire | Palatale | Vélaire |
| --------- | --------------- | --------- | --------- | ---------------- | -------- | ------- |
| Occlusive | Consonne sourde | p         | pʷ        | t̠                | c        | k       |
| Occlusive | Prénasalisée    | ᵐb        | ᵐbʷ       | ⁿ̠d̠               | ᶮɟ       | ᵑɡ      |
| Nasale    | Nasale          | m         | mʷ        | n̠                | ɲ        | ŋ       |
| Battue    | Battue          |           |           | ɾ̠                |          |         |
| Spirante  | Spirante        |           |           | l̠                | j        | w       |

### Voyelles
Le paicî a un système symétrique:
- dix voyelles orales, pouvant être à la fois longues ou courtes sans aucune différence significative de qualité,
- sept voyelles nasales, dont certaines peuvent également être longues ou courtes.

Dans la mesure où les séquences de deux voyelles courtes peuvent porter deux tons mais que les voyelles longues sont limitées à un seul ton, elles apparaissent comme des voyelles phonémiquement longues plutôt que comme des séquences.
|            | Antérieure | Antérieure | Centrale | Centrale | Postérieur | Postérieur |
| orale      | nasale     | orale      | nasale   | orale    | nasale     |            |
| ---------- | ---------- | ---------- | -------- | -------- | ---------- | ---------- |
| Fermée     | i          | ĩ          | ɨ        | ɨ̃        | u          | ũ          |
| Mi-fermée  | e          | ɛ̃          | ɘ        | ɜ̃        | o          | ɔ̃          |
| Mi-ouverte | ɛ          | ɛ̃          | ɜ        | ɜ̃        | ɔ          | ɔ̃          |
| Ouverte    |            |            | a        | ɐ̃        |            |            |

## Source
- Jean-Claude Rivierre, Dictionnaire paicî-français, suivi d’un lexique français-paicî, Peeters (1983)